# Stupore e tremori (film)
Stupore e tremori (Stupeur et Tremblements) è un film del 2003 diretto da Alain Corneau.
Il soggetto della pellicola è tratto dal romanzo autobiografico Stupore e tremori (Stupeur et tremblements) del 1999 della scrittrice belga Amélie Nothomb.
Il traumatico ingresso nel mondo del lavoro giapponese da parte di una occidentale, è visto con gli occhi della stessa protagonista, con accenti caricaturali, sottolineando in maniera critica la distanza culturale che sussiste tra le due realtà.

## Trama
La giovane Amélie, belga ma nata in Giappone, riesce a farsi assumere con contratto annuale dalla grande ditta Yumimoto, dove può far valere la sua conoscenza delle lingue, coronando il sogno di lavorare in un paese a lei caro per avervi vissuto la prima infanzia.
Posta in fondo alla rigidissima catena gerarchica, non ha alcuna speranza di illustrarsi dal momento che i suoi superiori sembrano darle incarichi utili solo ad occuparle il tempo. Quando un uomo di un altro reparto ne intuisce delle potenzialità e le dà modo di esprimerle, la sua diretta superiore, Fubuki Mori, con la quale lei pensava di essere entrata in confidenza e in amicizia, la denuncia ai superiori per aver oltrepassato le responsabilità affidatele. Questo è ritenuto molto più grave e controproducente dell'aver fatto indubbiamente un ottimo lavoro.
La vendetta di Fubuki, che non sopportava che in pochi giorni l'ultima arrivata potesse raggiungere una posizione che lei ha faticato anni per ottenere, si consuma nel vedere Amélie rendersi ridicola di fronte al compimento di semplici mansioni contabili. Così non resta che affidarle la gestione dei bagni, il gradino più basso della gerarchia interna. 
Amélie termina con sofferenza il suo anno esprimendo ad ognuno dei suoi superiori la sua inadeguatezza e l'intenzione di non rinnovare l'impegno. Giunta in fine al dirigente dell'azienda, col quale non aveva mai parlato prima, la ragazza prova la sensazione di stupore e tremore che si addiceva un tempo ai sudditi giapponesi di fronte al proprio imperatore.
Sorprendentemente il capo ha però parole rassicuranti, dimostrando di aver avuto un'attenzione nei suoi confronti insospettabile. Amélie, pur dimostratasi inadatta ed avendo evidenziato grandi limiti, ha retto alle umiliazioni subite ed esce a testa alta da un'esperienza traumatica che però le sarà da stimolo per trovare la propria strada nella vita.

## Produzione
Il film è girato in giapponese e in francese riportando fedelmente i dialoghi effettuati in una o nell'altra lingua durante il corso della storia. Sylvie Testud, senza conoscere il giapponese, ha studiato per tre mesi con un insegnante personale, le 1.300 frasi previste nel copione, per imparare la corretta pronuncia e risultare credibile come fluente madrelingua, come il personaggio di Amélie che è bilingue.

## Riconoscimenti
- 2004 - Premio César
  - Migliore attrice a Sylvie Testud
  - Candidatura per la migliore sceneggiatura originale o adattamento a Alain Corneau